# Jevgeni Beljajev
Jevgeni Prokopjevitsj Beljajev (Russisch: Евгений Прокопьевич Беляев) (Sosnovka, Oblast Kirov, 20 maart 1954 - 17 maart 2003) was een Russisch langlaufer. 

## Carrière
Beljajev won in totaal drie olympische medailles, tijdens de spelen van 1976 won Beljajev de bronzen medaille op de estafette en de zilveren medaille op de 15 kilometer.
Tijdens de wereldkampioenschappen van 1978 in het Finse Lahti won Beljajev de zilveren medaille op de 15 en 50 kilometer en behaalde hij met de Sovjetploeg de vierde plaats in de estafette.
Beljajev behaalde in 1980 de olympische titel in de estafette.

## Resultaten

### Olympische Winterspelen
| Jaar | Plaats      | Resultaten                                          |
| ---- | ----------- | --------------------------------------------------- |
| 1976 | Innsbruck   | 15 km · 38e 50 km · 4x10 km estafette               |
| 1980 | Lake Placid | 5e 15 km · 11e 30 km · 6e 30 km · 4x10 km estafette |

### Wereldkampioenschappen langlaufen
| Jaar | Plaats      | Resultaten                                          |
| ---- | ----------- | --------------------------------------------------- |
| 1976 | Innsbruck   | 15 km · 38e 50 km · 4x10 km estafette               |
| 1978 | Lahti       | 15 km · 50 km · 4e 4x10 km estafette                |
| 1980 | Lake Placid | 5e 15 km · 11e 30 km · 6e 30 km · 4x10 km estafette |